# Rinodina metaboliza
Rinodina metaboliza är en lavart som beskrevs av Vain. Rinodina metaboliza ingår i släktet Rinodina och familjen Physciaceae.  Arten är reproducerande i Sverige. Inga underarter finns listade i Catalogue of Life.